# Antônio Dinis da Costa Guimarães
Antônio Dinis da Costa Guimarães, primeiro barão de Santa Isabel (1785 — 18 de fevereiro de 1858), foi um nobre brasileiro, agraciado barão.
Foi agraciado barão por decreto de 17 de novembro de 1851.